# Iglesia de Santiago Apóstol (Valladolid)
La iglesia de Santiago Apóstol es un templo parroquial católico de la ciudad de Valladolid (Castilla y León, España). Sita en la calle vallisoletana del mismo nombre, fue construida en diferentes etapas y estilos entre los siglos XV y XVII. Es sede de la Cofradía de las Siete Palabras.

## Historia
La iglesia se construyó sobre una pequeña ermita de comienzos del siglo XII, que hacia 1400 sería elevada a la categoría de iglesia parroquial. Como consecuencia del desarrollo de la zona del centro urbano de Valladolid, motivada por la actividad comercial de la cercana Plaza Mayor, a finales del siglo XV la iglesia se había quedado pequeña para acoger a la creciente feligresía. Además, la cabecera presentaba un estado ruinoso. El rico mercader y banquero D. Luis de la Serna se convirtió en el patrono del templo, acordando con la autoridad eclesiástica costear su completa reedificación a cambio de que se le permitíera utilizar la Capilla Mayor como panteón familiar.
La obra se contrató con el arquitecto guipuzcoano Juan de Arandia, quien desde 1499 había dirigido la construcción de la Iglesia del monasterio de San Benito el Real. Concluida la cabecera en 1500, cuatro años después, Juan de Arandia y García de Olave comenzaron a levantar, adosada al ábside, la torre de sección cuadrada, a la que se añadió un remate octogonal en 1610. A principios del siglo XVII se arruinó parte de la nave, por lo que en 1615 el arquitecto Francisco de Praves trazó una nueva estructura de bóveda y capillas de aires protobarrocos que fue ejecutada por los maestros de obras Martín de Répide, Juan del Valle y Juan Alonso Ballesteros.
En 1941 la Cofradía de las Siete Palabras trasladó aquí su sede desde la iglesia de San Miguel y San Julián.

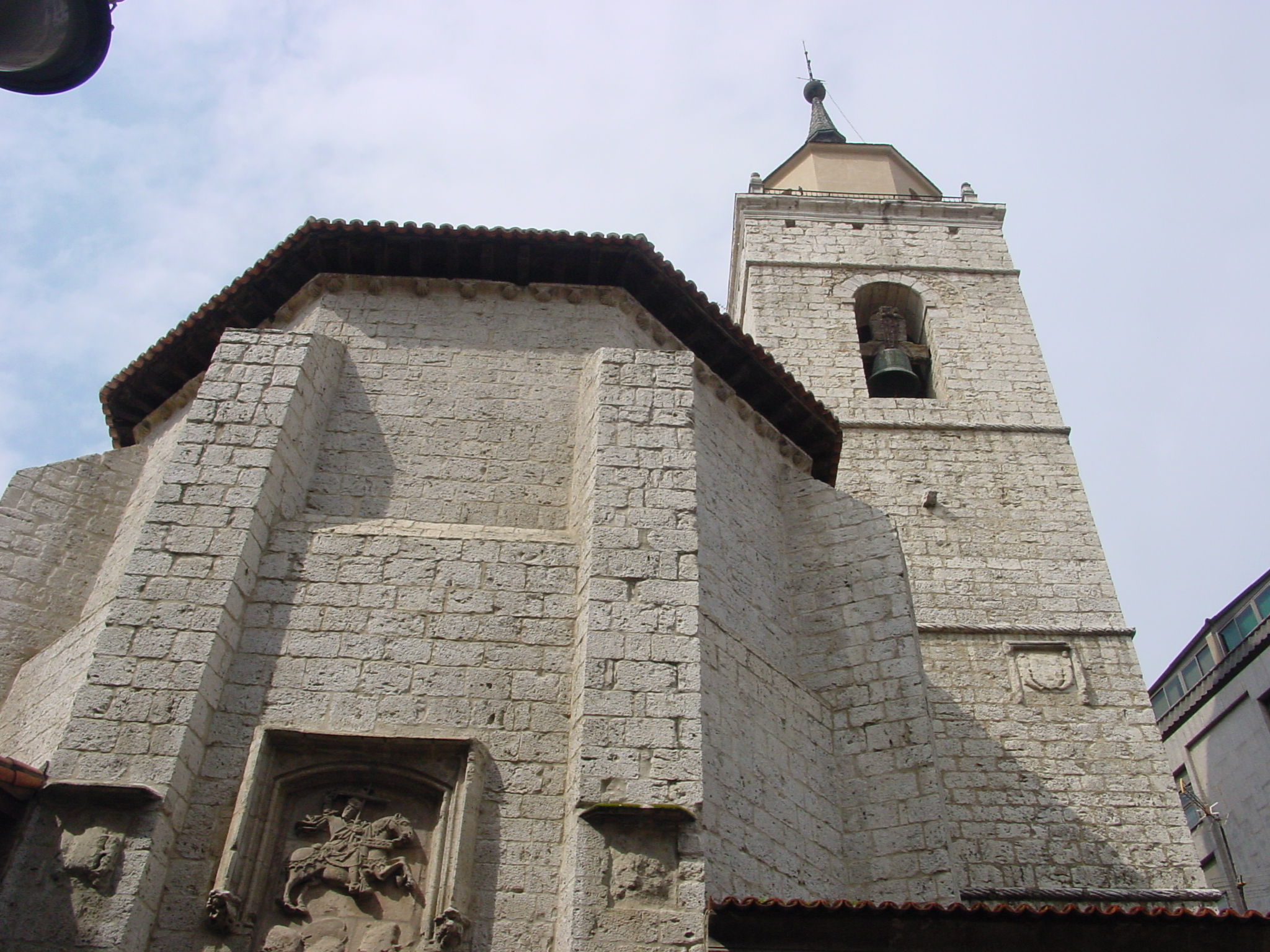
Ábside y torre.

## Descripción
Todo el exterior del templo presenta un aspecto austero, sin apenas concesiones decorativas, además de estar parcialmente enmascarado, en su lado del mediodía, por una edificación moderna que hace la función de pórtico de acceso y que acoge las dependencias de la parroquia y la cofradía. La sobriedad de la portada occidental, compuesta con aparejo mixto de sillería y ladrillo, es apenas rota por un óculo vidriado. En el paño central del ábside se halla empotrado un relieve gótico de Santiago Matamoros, protegido por arco alfiz. El único elemento verdaderamente característico de la fábrica exterior es la torre, formada por cinco cuerpos separados por cordones, un elemento decorativo preservado del arte gótico hispano-flamenco. El chapitel octogonal que lo corona tiene sabor escurialense.

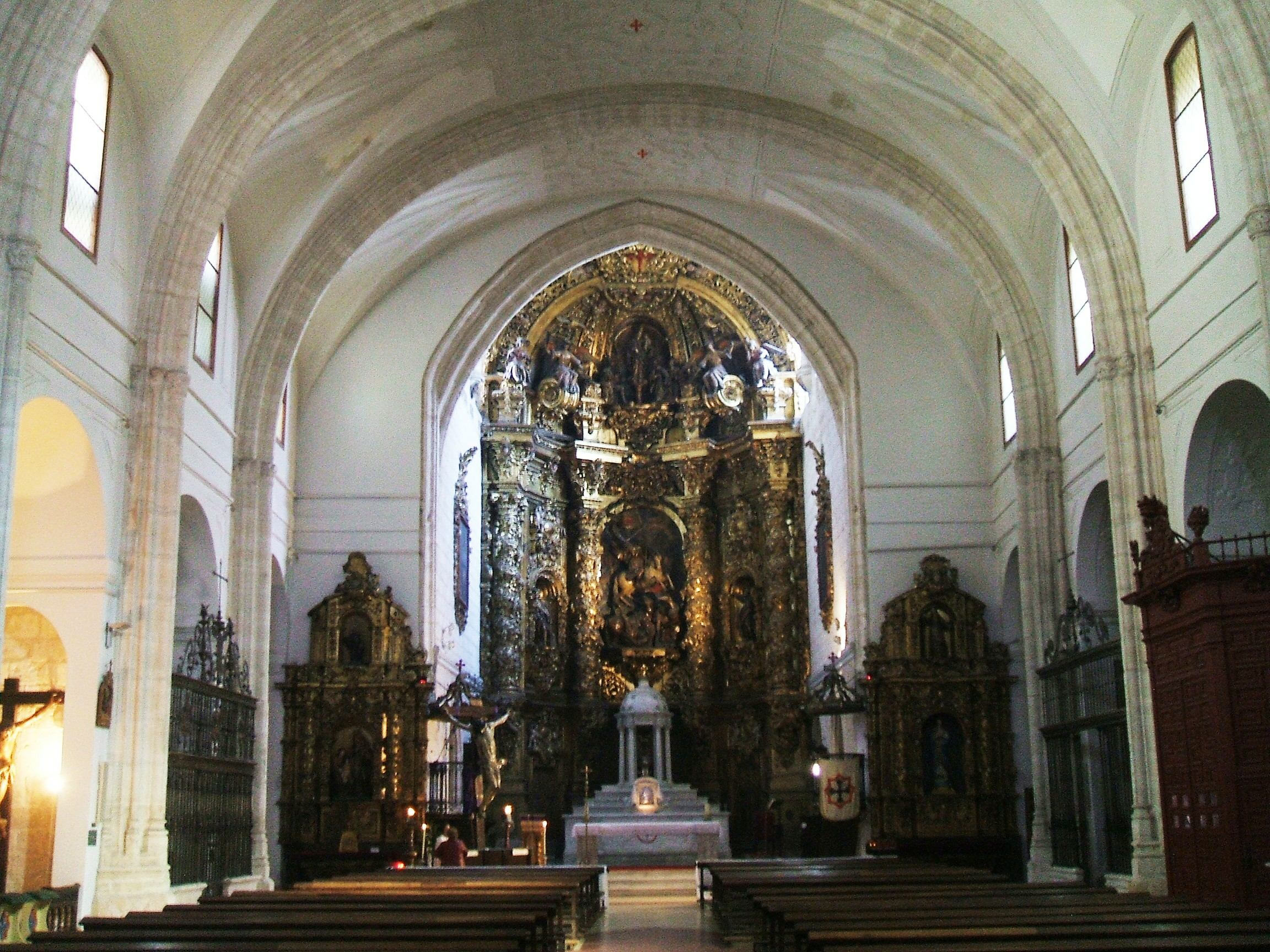
Nave y cabecera.

El interior presenta una sola y espaciosa nave, con cortas capillas laterales situadas entre los contrafuertes. La reforma integral ejecutada a principios del siglo XVII produjo un abovedamiento de cañón con lunetos sobre arcos fajones que apean en pilastras fasciculadas, una reminiscencia del gótico original del templo, y cuyos plementos están decorados con sencillas yeserías barrocas. La anterior cubierta era de madera y estaba sustentada por arcos diafragma. A los pies se sitúa el coro alto, alzado sobre un pequeño pórtico cubierto con un artesonado de comienzos del siglo XVI, en cuyos casetones se distinguen veneras con la cruz de la Orden de Santiago.
La cabecera, a diferencia de la nave, ha conservado su traza original con características góticas. Tiene planta poligonal y su anchura es más reducida que la de la nave. Sus dos tramos se cubren con bóveda de crucería estrellada, cuyos nervios apean en ménsulas decoradas con los escudos de los Reyes Católicos. En los muros figuran también las armas del promotor y mecenas del templo, D. Luis de la Serna. 

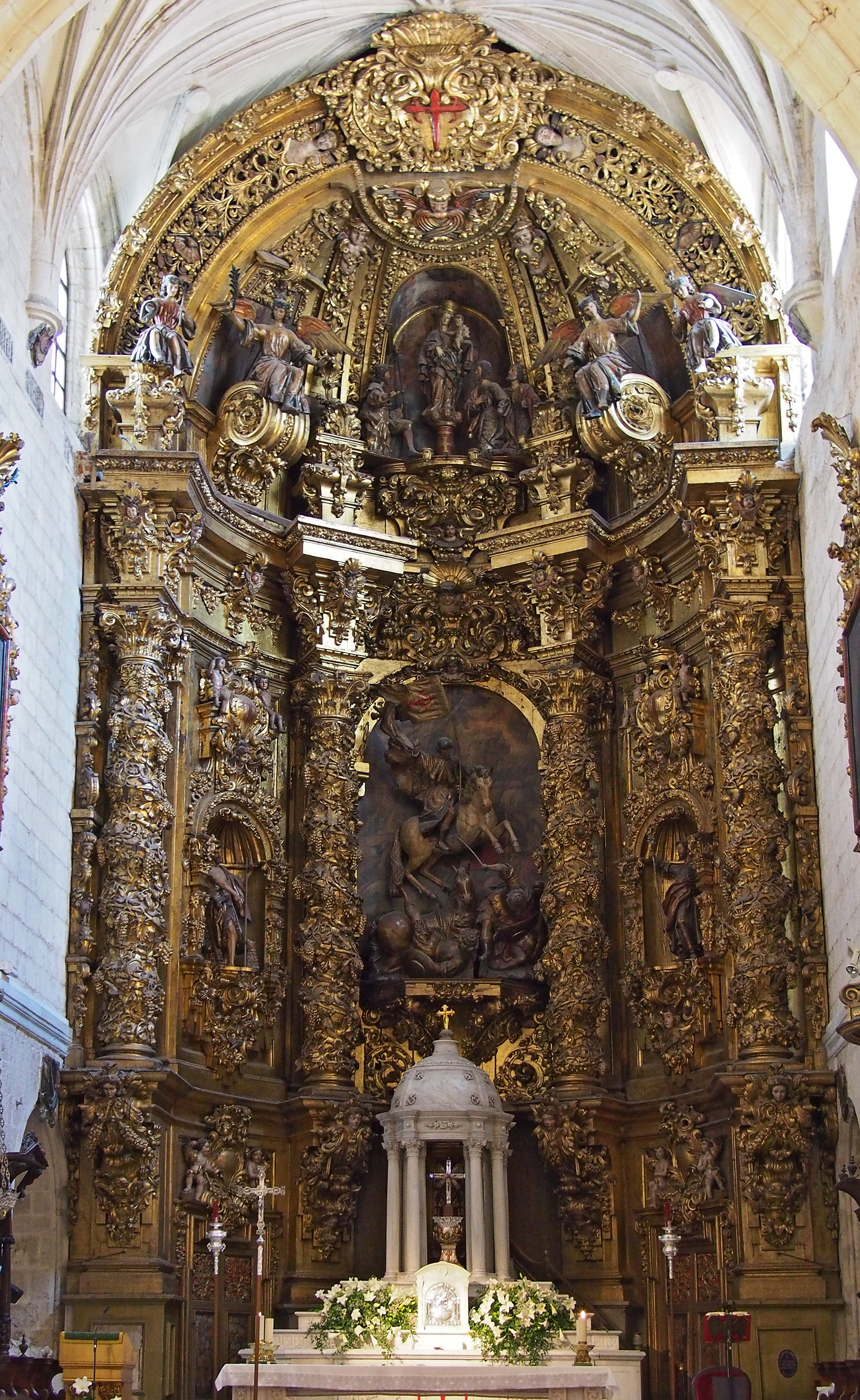
Retablo mayor.

En las paredes laterales del presbiterio se descubrieron en 1974 cuatro arcosolios con los sepulcros de D. Luis de la Serna y sus familiares. Las esculturas funerarias, labradas en alabastro, muestran a damas y caballeros, yacentes y ricamente ataviados. A excepción de la de D. Blanca López de Calatayud, que es renacentista, el resto de los sepulcros corresponden al gótico final a caballo entre los siglos XV y XVI, y han sido atribuidos a Alejo de Vahía. Conserva la Capilla Mayor unos sitiales renacentistas, en uno de los cuales aparece tallado un relieve de Santiago Peregrino, de estilo cercano al escultor palentino Manuel Álvarez.
El monumental Retablo Mayor es barroco, de 1729, cuando sustituyó a otro más pequeño, de cerámica vidriada, costeado por el patrono de la Capilla Mayor. Ensamblado por Alonso de Manzano, su mazonería dorada y policromada se articula en cuatro grandes columnas salomónicas rodeadas de pámpanos y racimos de uvas. De la imaginería, tallada por Juan de Ávila, destacan el Santiago Matamoros que preside la calle central y, sobre él, en el cascarón que cierra el conjunto, la escena de la aparición de la Virgen del Pilar al apóstol y sus compañeros. Una cruz de Santiago sobre una cartela abrazada a una pulsera calada corona este ático.

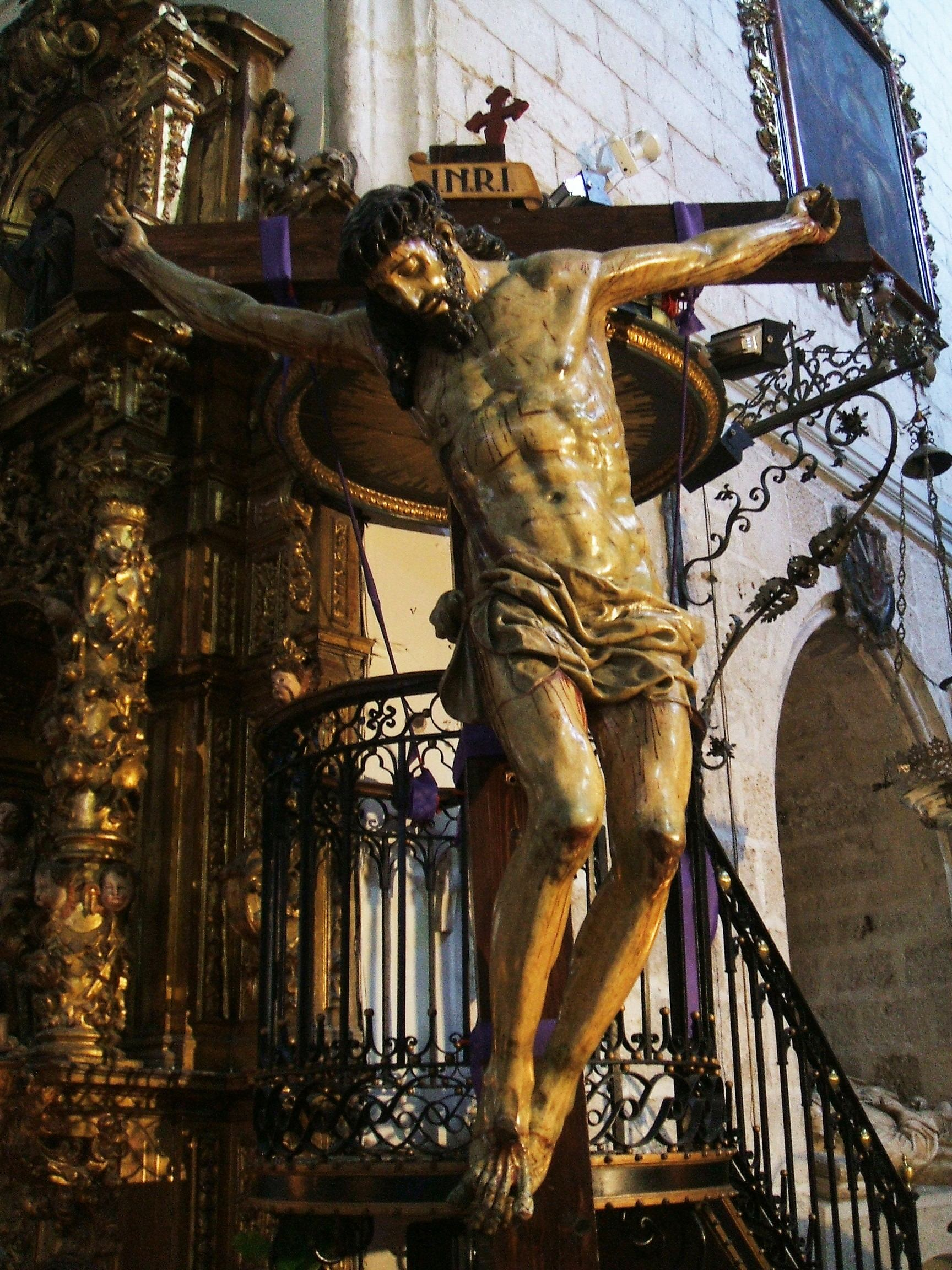
Santo Cristo de las Mercedes (s-XVI).

Rico es el mobiliario distribuido en las capillas laterales. En el lado del Evangelio, puede contemplarse una bella talla de la Virgen con el Niño cuya advocación popular es la de la Virgen de las Candelas o Nuestra Señora de la Salve, atribuida a Manuel Álvarez o a Juan de Anchieta. 
En la Capilla de las Siete Palabras se venera el espléndido Santo Cristo de las Mercedes, acompañado por los Dos Ladrones. El Crucificado es obra realizada entre 1550 y 1560 por el círculo de Pompeyo Leoni, quien talló un cuerpo de bastante mayor tamaño que el natural, muy anatómico y robusto, con marcadas articulaciones y musculatura. Concebida originalmente como pieza de retablo, este Cristo se atribuyó erróneamente durante mucho tiempo al discípulo de Juan de Juni Francisco de la Maza. 

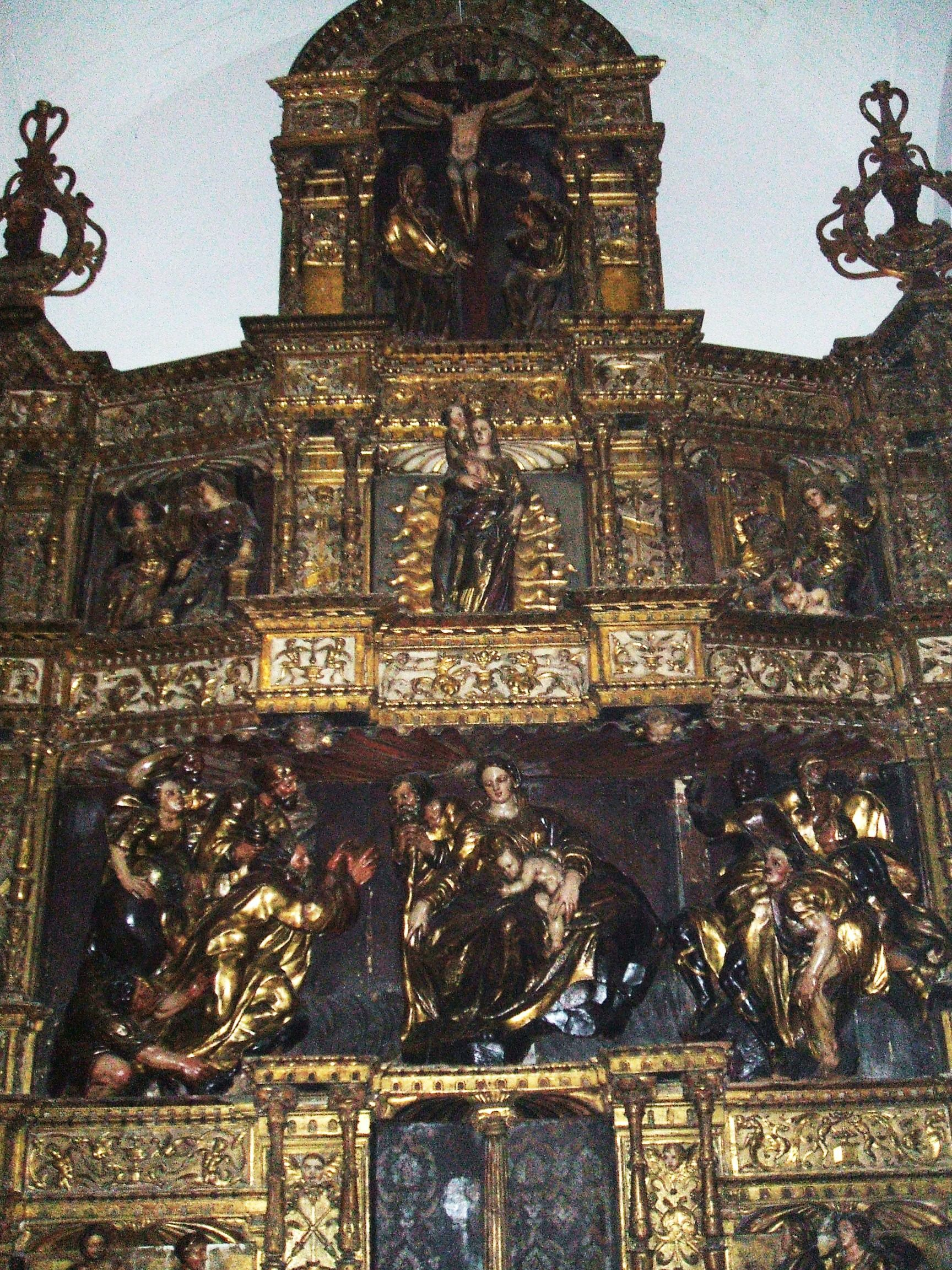
Retablo de la Epifanía, de Alonso Berruguete

Las figuras de los ladrones son reproducciones de los del pasó de La Sexta Angustia, que se encuentra en el Museo Nacional de Escultura. Cabe señalar que el Buen Ladrón lleva el rostro del Duque de Lerma porque éste le adeudaba al artista una suma por su trabajo en el retablo de la Colegiata de Lerma. Las tres esculturas forman un paso procesional de la Semana Santa vallisoletana conocido como En tus manos encomiendo mi Espíritu, que representa la séptima palabra, perteneciente a la Cofradía de las Siete Palabras, que preside el Sermón de las Siete Palabras en la Plaza Mayor en la mañana de Viernes Santo.
A Francisco Rincón han sido asignadas las esculturas de San Antonio Abad, el grupo de Santa Ana, la Virgen y el Niño, y el altorrelieve de San Jerónimo penitente del retablo de la Capilla dedicada a dicho santo, en el lado de la Epístola. Especial valor atesora el Retablo de la Epifanía, facturado en 1537 en estilo plateresco por el imaginero palentino Alonso Berruguete, el cual preside la Capilla que fue propiedad del banquero Diego de la Haya y su esposa.
De entre las pinturas que se muestran en las distintas capillas merecen ser destacadas el Éxtasis de San Pablo, del vallisoletano Diego Valentín Díaz, y una Inmaculada, original del cartujo Juan Sánchez Cotán.

## Galería de imágenes

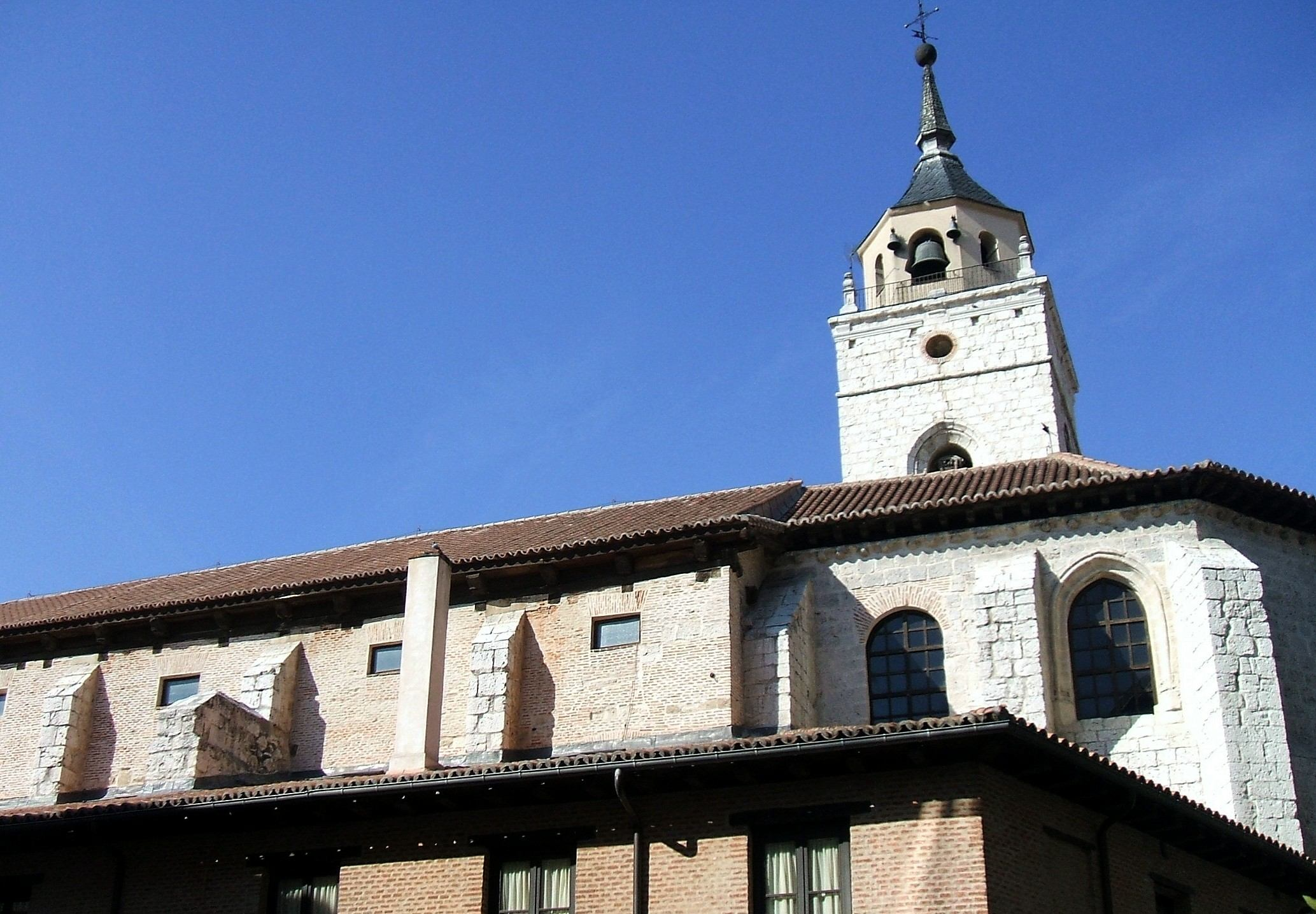
Fachada meridional
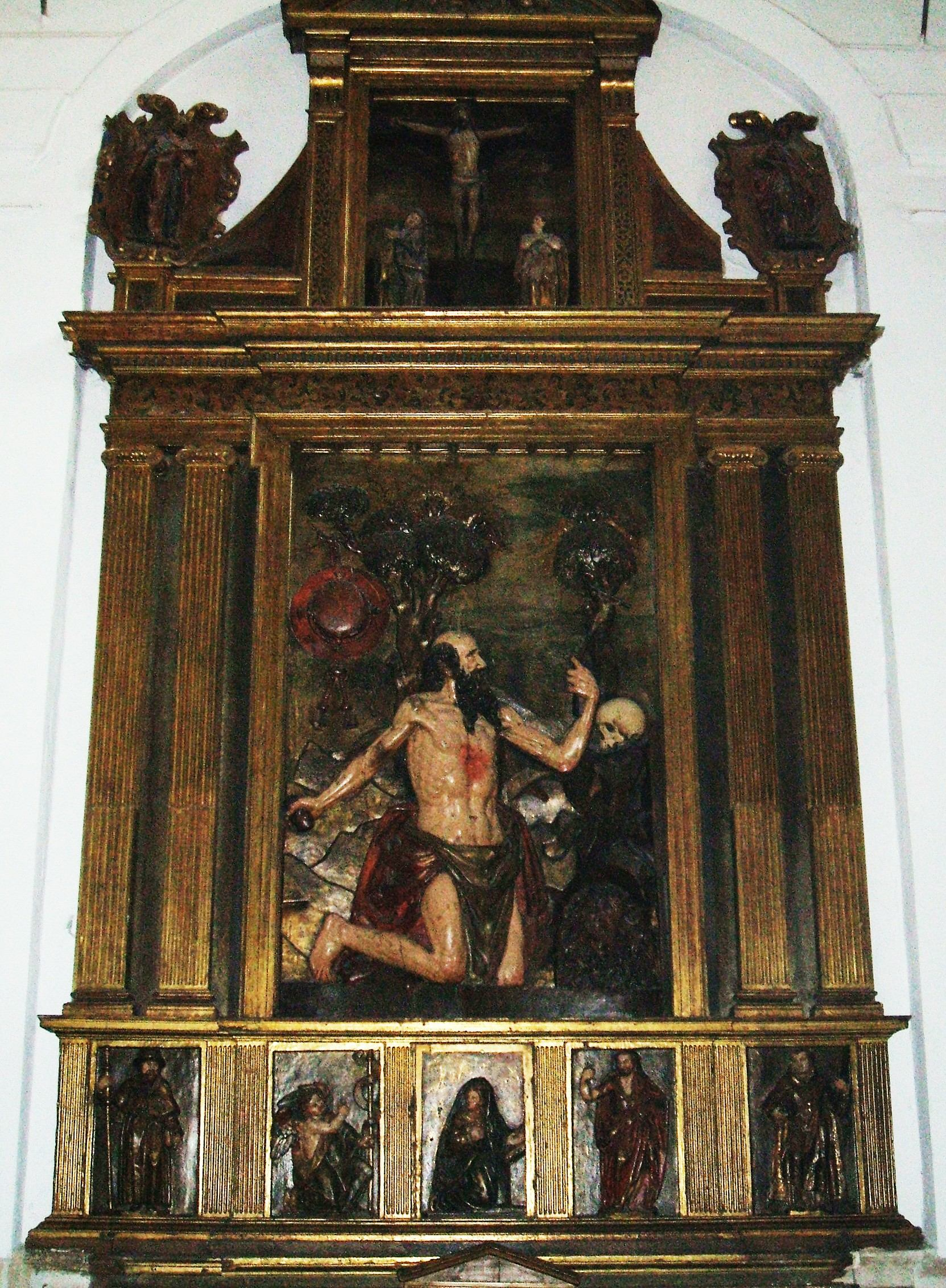
Retablo de San Jerónimo
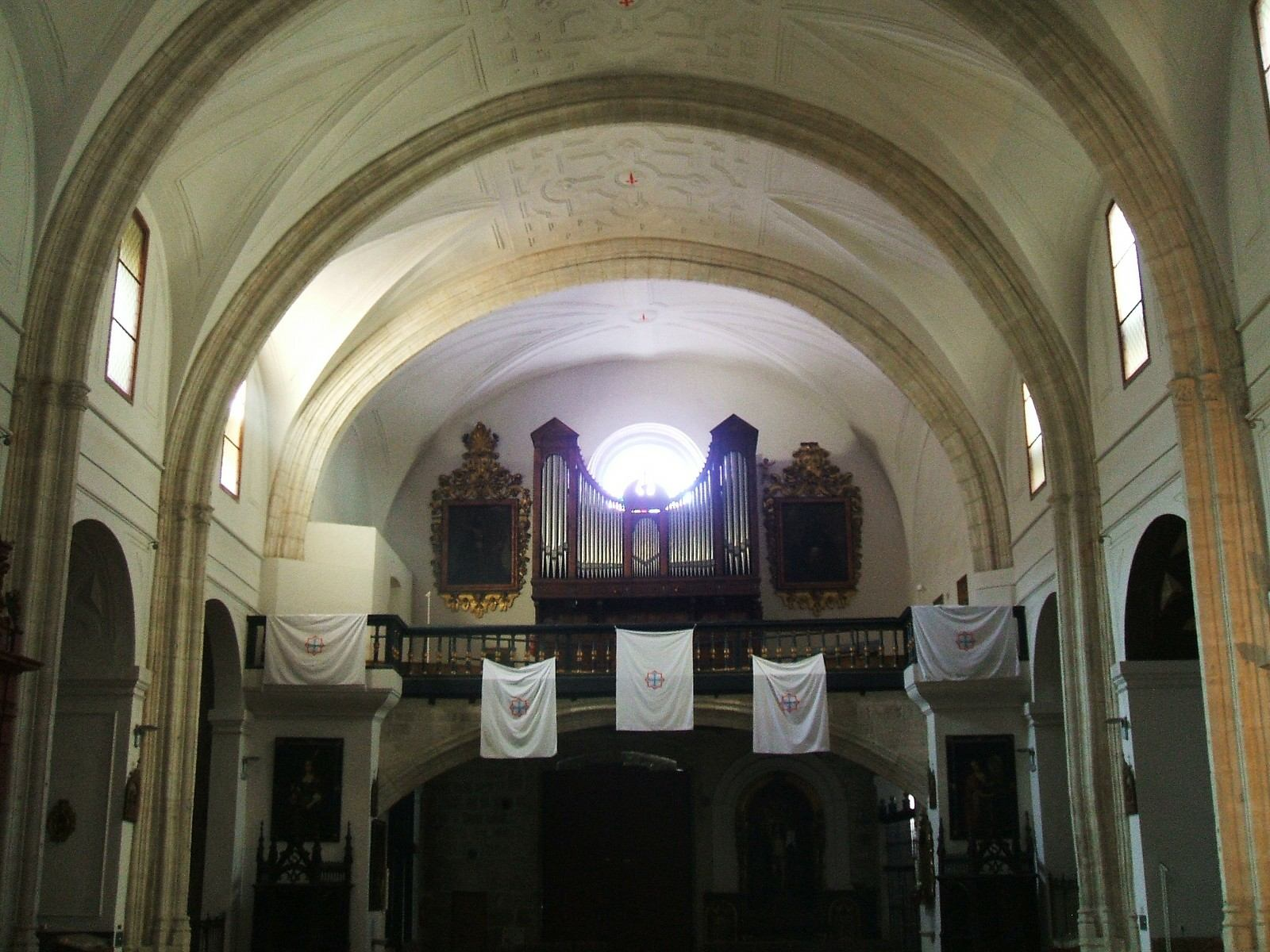
Pies y coro
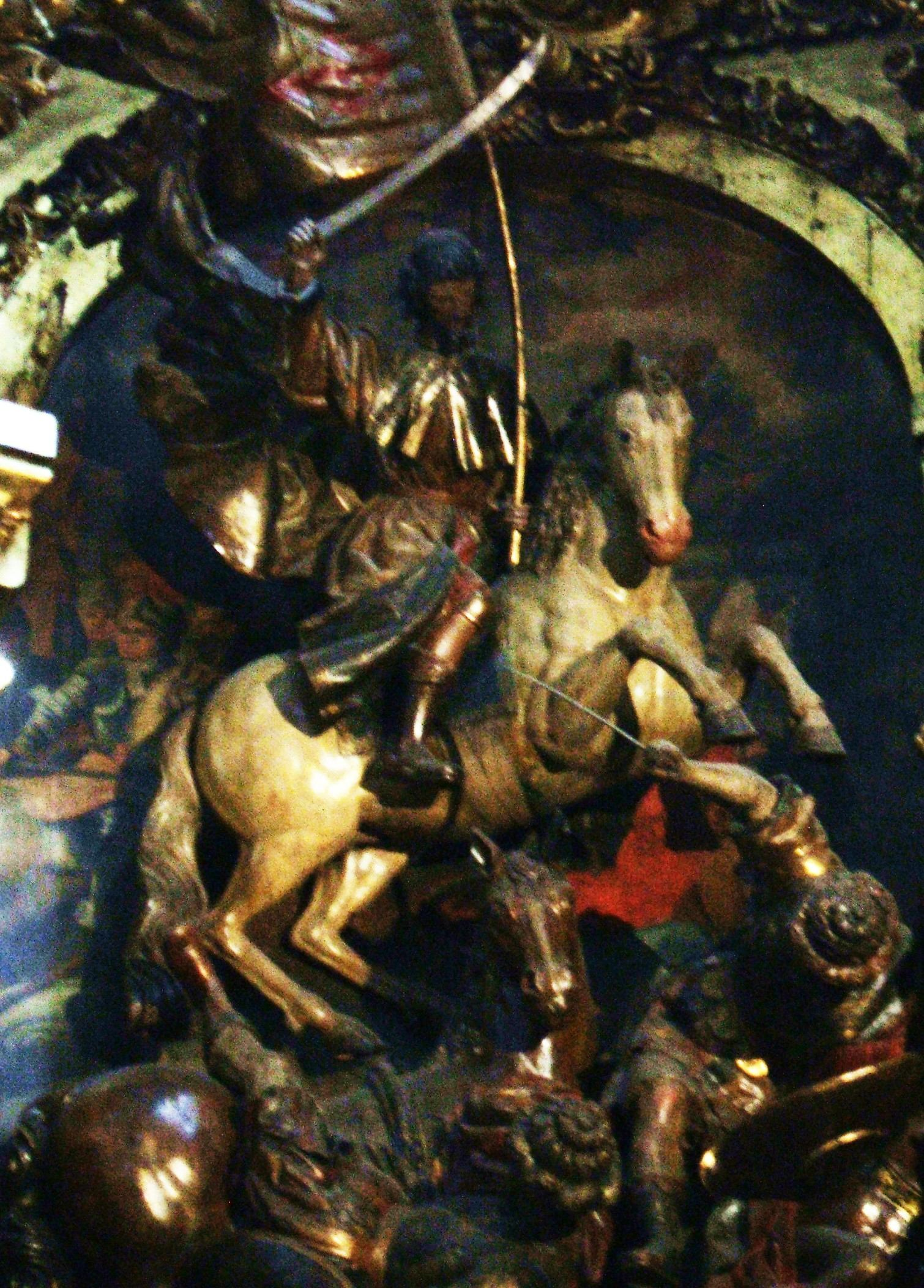
Santiago Matamoros, en el retablo mayor
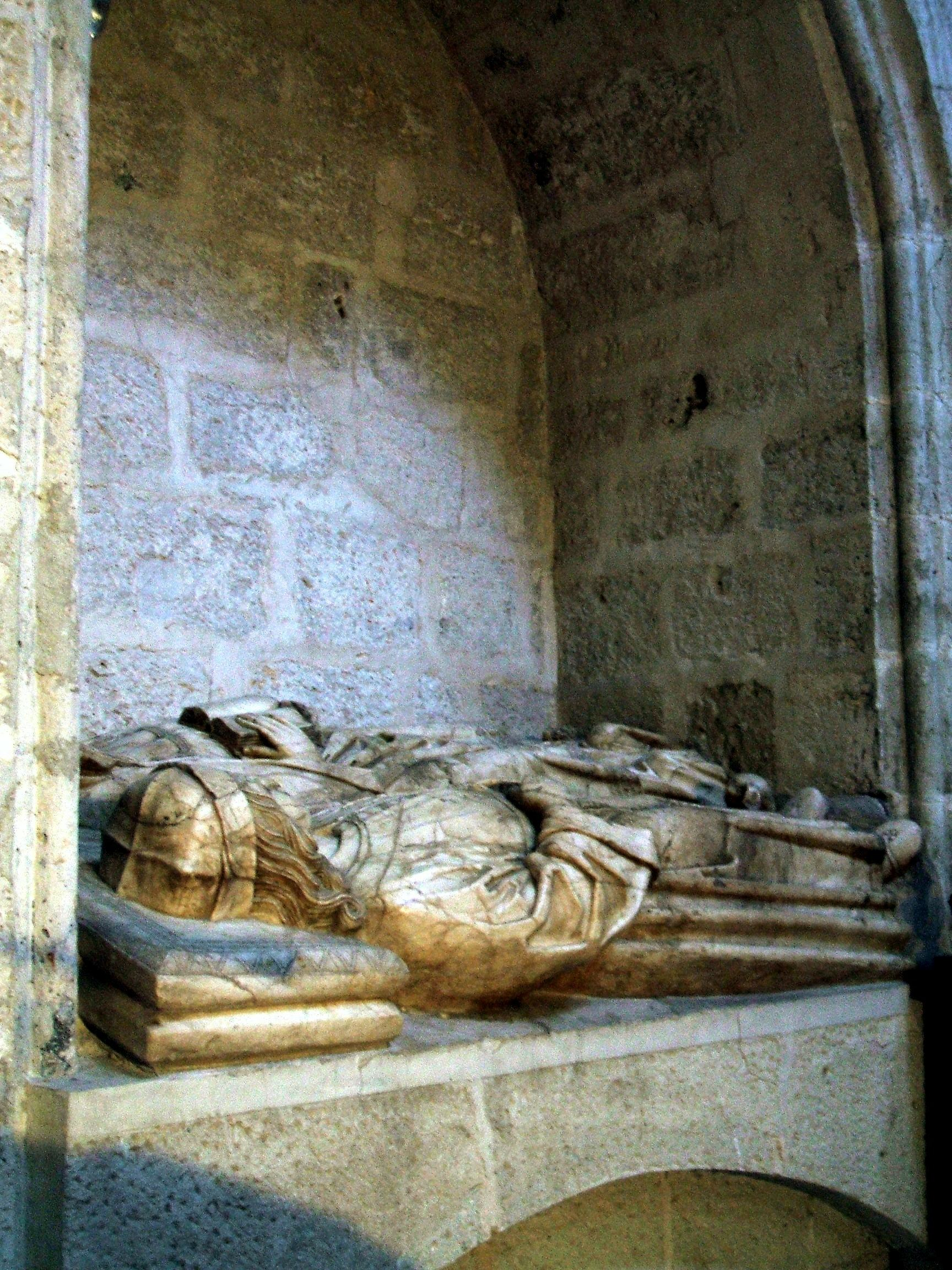
Sepulcros del mercader Luis de la Serna y familia